# Valle de Santibáñez
Valle de Santibáñez és un municipi de la província de Burgos a la comunitat autònoma de Castella i Lleó. Forma part de la comarca d'Alfoz de Burgos. Inclou les localitats d'Avellanosa del Páramo, Las Celadas, Mansilla de Burgos, Miñón de Santibáñez, La Nuez de Abajo, Las Rebolledas, Ros, Santibáñez-Zarzaguda, Los Tremellos i Zumel.

## Demografia
| 1991 | 1996 | 2001 | 2004 |
| ---- | ---- | ---- | ---- |
| 736  | 659  | 567  | 572  |